# Spider (banda)
Spider fue una banda americana de rock de Nueva York que fue fundada en 1977 y posteriormente separada en 1984. Lanzaron dos álbumes de estudio a través de la discográfica Dreamland Records al principio de la década de 1980, y consiguieron hit singles en Estados Unidos. Dos canciones del álbum de 1981 Between the Lines "Change" y "Better Be Good to Me" - fueron hits de John Waite y Tina Turner, respectivamente.
Holly Knight se convirtió en una compositora de canciones de éxito para varios artistas que formaron más tarde la banda Device. Anton Fig y Jim Lowell se fueron de gira con Link Wray y aparecieron en su álbum en directo Live At The Paradiso, grabado en 1979. Fig se convirtió en un batería de sesión para varios grupos diferentes a lo largo de la década de 1980, y posteriormente tocó en la banda de Paul Shaffer en Late Night with David Letterman.

## Miembros
- Amanda Blue - Vocalista
- Keith Lentin - Guitarrista
- Jim Lowell - Bajista
- Holly Knight - Teclista
- Anton Fig - Batería

## Discografía

### Álbumes
- Spider (Dreamland Records, 1980) U.S. N.º 130
- Between the Lines[2] (Dreamland, 1981) U.S. N.º 185

### Sencillos
- "Everything is Alright" (1980) U.S. N.º 86
- "New Romance (It's a Mystery)" (1980) U.S. N.º 39
- "It Didn't Take Long" (1981) U.S. N.º 43